# Scopelophila acutiuscula
Scopelophila acutiuscula là một loài rêu trong họ Pottiaceae. Loài này được Lindb. ex Broth. mô tả khoa học đầu tiên năm 1892.